# Wrigley's Spearmint
Wrigley's Spearmint — жувальна гумка зі смаком м'яти компанії Wrigley.

## Опис
Wrigley's Spearmint — це бренд компанії жувальної гумки Wrigley, заснований 1893 року. Компанія позиціонує цю жувальну гумку як класичний бренд, хоча бренд Juicy Fruit з'явився на ринку раніше.
Гумка спочатку з'явилась як безкоштовний продукт, що видавався покупцям при покупці харчової соди. Продукт став настільки популярним, що було вирішено продавати його окремо.
Хоча жувальна гумка не продавалась під час Другої світової війни, компанія Wrigley почала рекламну кампанію, щоб клієнти не забували про неї. Пізніше продаж був відновлений у багатьох частинах світу.
2004 році бренд було перезапущено в США і Великій Британії, з гаслом «англ. even better, longer lasting». Гумка змінила колір з білого на зелений.